# Nematocampa confusa
Nematocampa confusa är en fjärilsart som beskrevs av W. Warren 1904. Nematocampa confusa ingår i släktet Nematocampa och familjen mätare. Inga underarter finns listade i Catalogue of Life.